# Districte de Pontoise
El Districte de Pontoise és un dels tres districtes amb què es divideix el departament de Val-d'Oise, a la regió de l'Illa de França. Té 7 cantons i 105 municipis. El cap del districte és la sotsprefectura de Pontoise.

## Composició

### Cantons
- Cergy-1
- Cergy-2
- Domont (en part)
- L'Isle-Adam (en part)
- Pontoise
- Saint-Ouen-l'Aumône (en part)
- Vauréal

### Municipis
Els municipis del districte de Pontoise, i el seu codi INSEE, son:
1. Ableiges (95002)
2. Aincourt (95008)
3. Ambleville (95011)
4. Amenucourt (95012)
5. Arronville (95023)
6. Arthies (95024)
7. Auvers-sur-Oise (95039)
8. Avernes (95040)
9. Banthelu (95046)
10. Beaumont-sur-Oise (95052)
11. Le Bellay-en-Vexin (95054)
12. Bernes-sur-Oise (95058)
13. Berville (95059)
14. Béthemont-la-Forêt (95061)
15. Boisemont (95074)
16. Boissy-l'Aillerie (95078)
17. Bray-et-Lû (95101)
18. Bréançon (95102)
19. Brignancourt (95110)
20. Bruyères-sur-Oise (95116)
21. Buhy (95119)
22. Butry-sur-Oise (95120)
23. Cergy (95127)
24. Champagne-sur-Oise (95134)
25. La Chapelle-en-Vexin (95139)
26. Charmont (95141)
27. Chars (95142)
28. Chaussy (95150)
29. Chauvry (95151)
30. Chérence (95157)
31. Cléry-en-Vexin (95166)
32. Commeny (95169)
33. Condécourt (95170)
34. Cormeilles-en-Vexin (95177)
35. Courcelles-sur-Viosne (95181)
36. Courdimanche (95183)
37. Ennery (95211)
38. Épiais-Rhus (95213)
39. Éragny (95218)
40. Frémainville (95253)
41. Frémécourt (95254)
42. Frouville (95258)
43. Genainville (95270)
44. Génicourt (95271)
45. Gouzangrez (95282)
46. Grisy-les-Plâtres (95287)
47. Guiry-en-Vexin (95295)
48. Haravilliers (95298)
49. Haute-Isle (95301)
50. Le Heaulme (95303)
51. Hédouville (95304)
52. Hérouville (95308)
53. Hodent (95309)
54. L'Isle-Adam (95313)
55. Jouy-le-Moutier (95323)
56. Labbeville (95328)
57. Livilliers (95341)
58. Longuesse (95348)
59. Magny-en-Vexin (95355)
60. Marines (95370)
61. Maudétour-en-Vexin (95379)
62. Menouville (95387)
63. Menucourt (95388)
64. Mériel (95392)
65. Méry-sur-Oise (95394)
66. Montgeroult (95422)
67. Montreuil-sur-Epte (95429)
68. Mours (95436)
69. Moussy (95438)
70. Nerville-la-Forêt (95445)
71. Nesles-la-Vallée (95446)
72. Neuilly-en-Vexin (95447)
73. Neuville-sur-Oise (95450)
74. Nointel (95452)
75. Noisy-sur-Oise (95456)
76. Nucourt (95459)
77. Omerville (95462)
78. Osny (95476)
79. Parmain (95480)
80. Le Perchay (95483)
81. Persan (95487)
82. Pontoise (95500)
83. Presles (95504)
84. Puiseux-Pontoise (95510)
85. La Roche-Guyon (95523)
86. Ronquerolles (95529)
87. Sagy (95535)
88. Saint-Clair-sur-Epte (95541)
89. Saint-Cyr-en-Arthies (95543)
90. Saint-Gervais (95554)
91. Saint-Ouen-l'Aumône (95572)
92. Santeuil (95584)
93. Seraincourt (95592)
94. Théméricourt (95610)
95. Theuville (95611)
96. Us (95625)
97. Vallangoujard (95627)
98. Valmondois (95628)
99. Vauréal (95637)
100. Vétheuil (95651)
101. Vienne-en-Arthies (95656)
102. Vigny (95658)
103. Villers-en-Arthies (95676)
104. Villiers-Adam (95678)
105. Wy-dit-Joli-Village (95690)